# 亜子とサムライたち
『亜子とサムライたち』（あことサムライたち）は、志賀公江による日本の漫画作品。『週刊マーガレット』（集英社）にて連載された。単行本は同社のマーガレットコミックスより全2巻。

## ストーリー
中山亜紀子は、愛する恋人、伸を海で失い、忘れられずにいた。三重に招待試合で来ていた死んだはずの伸とそっくりな島影慎吾と出会う。一年後、白川学園水泳部に入部した亜紀子はそこで慎と偶然再会する。

## 登場人物
中山亜紀子

島影慎吾

原田小巻

大谷順平

## 書誌情報
志賀公江 『亜子とサムライたち』 集英社〈マーガレットコミックス〉、全2巻
1. 「プールの女王との対決！の巻」、1972年5月20日初版発行
2. 「幸せをもとめて泳げ！の巻」、1972年5月20日初版発行